# ستيرن جون
ستيرن جون (بالإنجليزية: Stern John)‏ (مواليد 30 أكتوبر 1976 في ترينسيتي) لاعب كرة قدم ترينيدادي دولي يجيد اللعب في خط الهجوم. يلعب حالياً لصالح نادي كريستال بالاس الإنجليزي منذ 2009.

## روابط خارجية
- ستيرن جون على موقع الاتحاد الدولي (مؤرشف)  (الإنجليزية)
- ستيرن جون على موقع الدوري الأمريكي (الإنجليزية)
- ستيرن جون على موقع قاعدة بيانات كرة القدم.إي يو (الإنجليزية)
- ستيرن جون على موقع ناشيونال فوتبول تيمز (الإنجليزية)
- ستيرن جون على موقع Soccerbase.com (لاعب) (الإنجليزية)
- ستيرن جون على موقع Soccerway.com (الإنجليزية)
- ستيرن جون على موقع عالم كرة القدم.نت (الإنجليزية)
- ستيرن جون على موقع كووورة